# نمی‌تونم خودمو کنترل کنم
«نمی‌تونم خودمو کنترل کنم» (به انگلیسی: Hands to Myself) ترانه‌ای از خواننده آمریکایی سلنا گومز است که برای دومین آلبوم استودیویی‌اش، احیا (۲۰۱۵) ضبط‌شده‌است. این ترانه در ۲۶ ژانویه ۲۰۱۶ به‌عنوان سومین تک‌آهنگ آلبوم توسط اینترسکوپ رکوردز منتشر شد. این قطعه توسط سلنا گومز، جاستین ترانتر، جولیا مایکلز و تهیه‌کنندگانش، متمن و رابین و مکس مارتین نوشته شده‌است. هدف ترانه اضافه کردن چشم‌انداز جدید زنانه به این آلبوم است و تحت تأثیر آثار موسیقی خواننده آمریکایی پرینس قرار گرفته‌است. از نظر موسیقی، این ترانه یک اثر دنس پاپ و سینث‌پاپ است. در طول ترانه، سلنا از رجیستری بالاتر آواز خود برای کمربند ترانه استفاده می‌کند، و همچنین آوازهای نفس گیر محدوده پایین خود را در یک اکتاو درست بالای یک نجوا می‌خواند. او متن ترانه‌سازی‌اش که جزئی از تمایلات جنسی است را بازگو می‌کند.